# Nhà thờ Estación Atlántida
Nhà thờ của Chúa Kitô và Đức Mẹ Lộ Đức (tiếng Tây Ban Nha: Iglesia de Cristo Obrero y Nuestra Señora de Lourdes) còn được gọi đơn giản là Nhà thờ của Estación Atlántida là một nhà thờ giáo xứ Giáo hội Công giáo, đồng thời là một Di sản thế giới được UNESCO công nhận nằm ở vùng ngoại ô Estación Atlántida, thuộc thành phố Atlántida, tỉnh Canelones, miền nam Uruguay.

## Mô tả
Nhà thờ là nơi dành riêng cho Chúa Kitô và Đức Mẹ Lộ Đức. Đây là một công trình bằng gạch rất đơn giản, phù hợp với việc sử dụng gạch lộ thiên, không có cột hoặc dầm, thêm vật liệu gốm gia cố. Nó là một công trình kiến trúc nổi tiếng, được thiết kế vào năm 1952 bởi kỹ sư Eladio Dieste và bắt đầu được xây dựng từ năm 1959. Điểm nổi bật của nó ở mặt kiến trúc, với một hình chữ nhật 16 x 30 mét đơn giản với tường bên cao 7 mét nhô lên theo những biên độ đường cong nhấp nhô đạt tối đa của vòm quấn. Những bức tường này hỗ trợ một mái nhà nhấp nhô tương tự, bao gồm một chuỗi các mái vòm Gaussia bằng gạch.
Gian giữa đơn nhất, không gian bên trong nhấp nhô do trần và tường tạo ra, bên cạnh là có các cửa lấy sáng. Tại đây có tượng Chúa Kitô được chạm khắc bằng gỗ do nhà điêu khắc gốc Tây Ban Nha Eduardo Yepes thực hiện và một bàn thờ làm bằng khối đá granit xanh thô. Ở lối vào là dàn hợp xướng nằm trên một căn gác xép được làm bằng gốm sứ
Tháp chuông hình trụ có đường kính 3 mét, cao 15 mét được xây bằng gạch dày 0,3 mét nằm nổi bật bên phải mặt tiền của nhà thờ chính, trong khi nhà rửa tội nằm ngầm dưới lòng đất phía bên trái của sân trước nhà thờ, có thể vào từ lối vào hình lăng trụ tam giác, được chiếu sáng bởi một lỗ tròn đỉnh vòm.
Nhà thờ là một ví dụ nổi bật về những thành tựu không gian và hình thức đáng chú ý của kiến trúc hiện đại ở Châu Mỹ Latinh trong nửa sau của thế kỷ 20, thể hiện sự phù hợp với các giá trị xã hội với việc sử dụng tài nguyên một cách tiết kiệm, đáp ứng các yêu cầu về cấu trúc để đạt được hiệu quả thẩm mỹ cao.
Công trình này là một Di sản lịch sử quốc gia Uruguay được UNESCO công nhận là Di sản thế giới vào năm 2021 với tên gọi "Công trình của kỹ sư Eladio Dieste: Nhà thờ của Atlántida".

## Hình ảnh

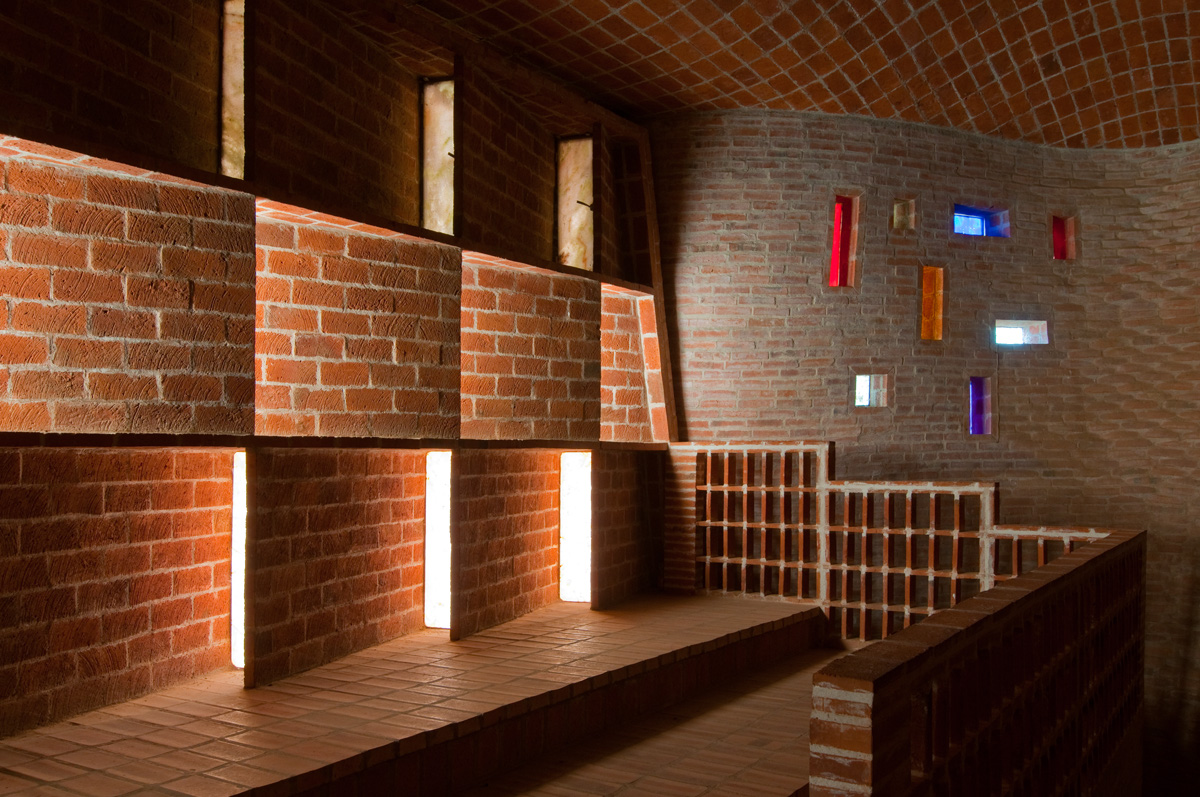
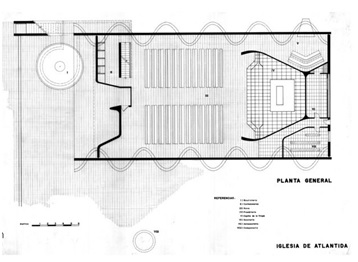
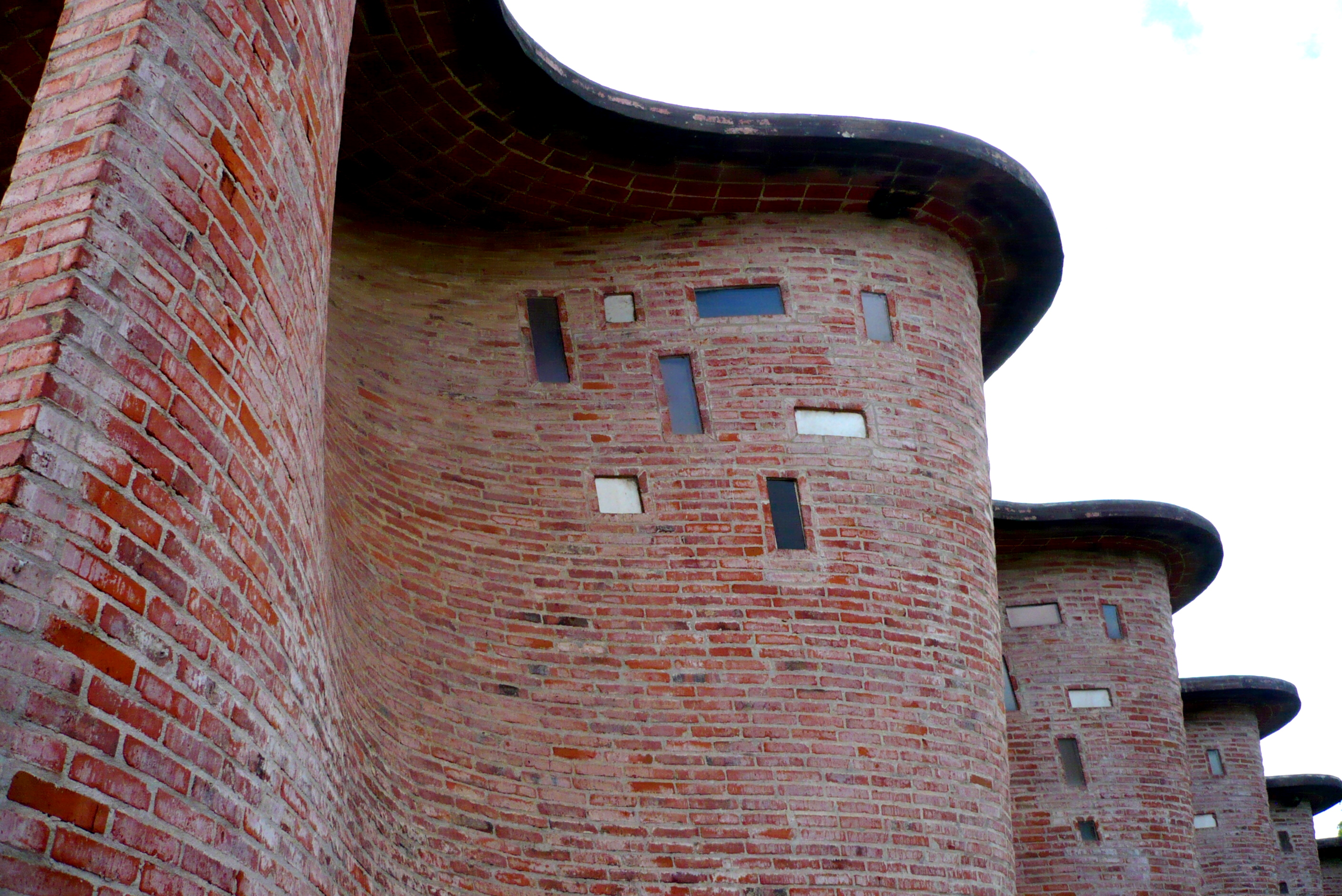
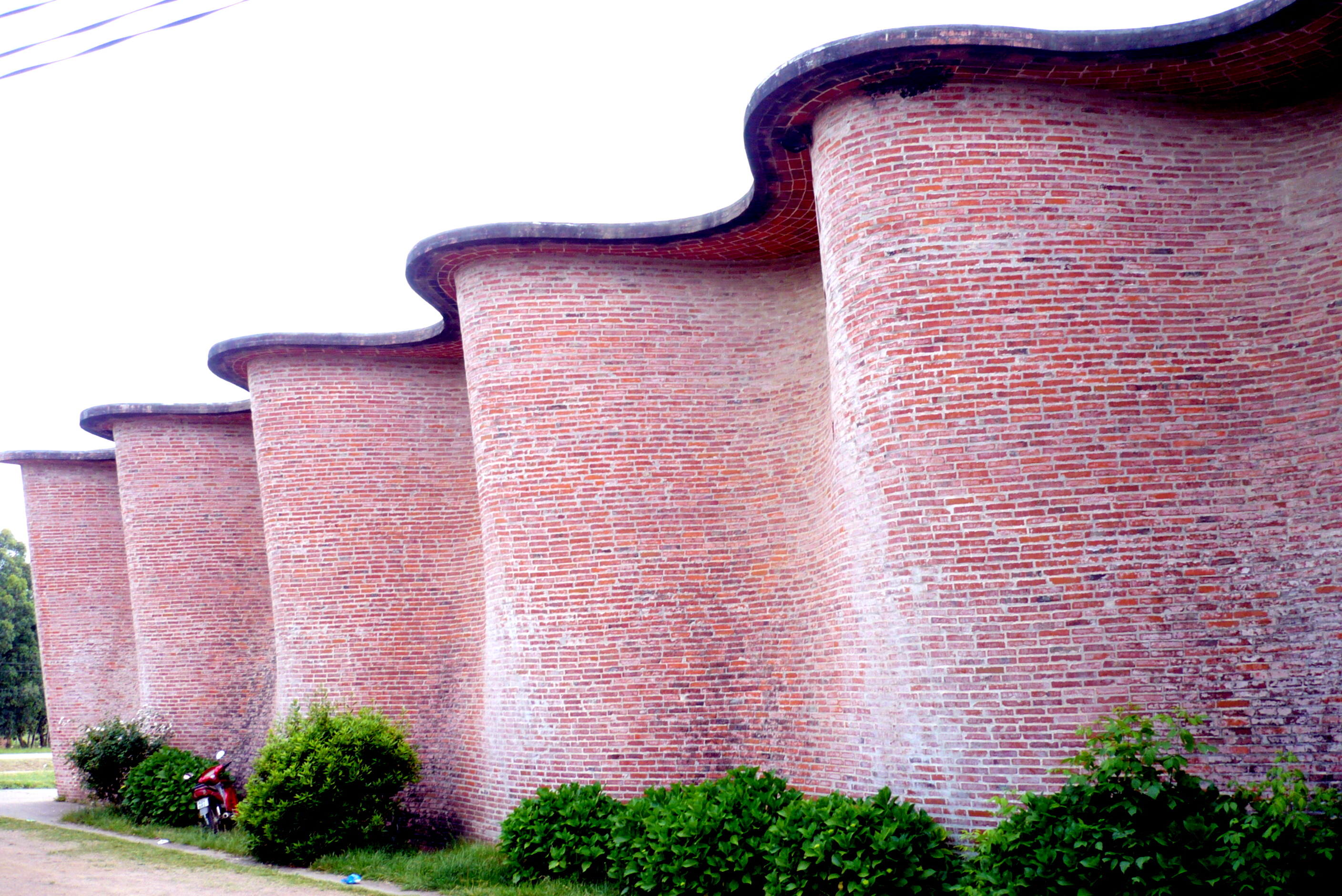